# Samai Distillery
Samai Rum Distillery (khmer : សិប្បកម្មកែច្នៃស្រារ៉ោមសម័យ) est un fabricant de rhum cambodgien haut de gamme à Phnom Penh fondé en 2014. C’est la première distillerie du Cambodge à produire du rhum artisanal. 

## Histoire
La marque Samai est née en 2014 en plein cœur de Phnom Penh, la capitale du Cambodge. Elle est produite par Samai Distillery hébergée au nom de la société Samai Distilling Co. LTD. L’entreprise a été fondée à l’origine par deux Vénézuéliens, Antonio Lopez De Haro et Daniel Pacheco. Vivant au Cambodge depuis quelque temps et fatigués de ne pas trouver de bons rhums tels qu’ils en connaissaient au Venezuela, ils ont décidé de créer leur propre marque à l’aide de produits 100% cambodgiens, en utilisant un savoir-faire tiré directement de la production de rhums des Caraïbes. 

## Production

### Processus
L’intégralité du processus de production appartient et est réalisé à la distillerie.
Les rhums Samai sont produits à partir de mélasse cambodgienne. Elle provient de canne à sucre, connue pour être de très bonne qualité et très riche en saveurs, poussant dans la province de Koh Kong. La mélasse est utilisée dans la phase de fermentation. Après distillation dans un alambic en cuivre, le distillat est ensuite vieilli au moins deux ans dans des fûts.

### Rhums
Samai Distillery produit à ce jour deux rhums
- Le Samai Gold Rum : notes naturelles de chêne, vanille, chocolat noir et miel caramélisé.
- Le Samai Kampot Pepper Rum : notes de goyave, eucalyptus et poivre de Kampot frais.

Une édition limitée a été créée en 2014 : Samai PX, produite uniquement en 388 bouteilles à partir d’un seul baril de Pedro Ximenez. 
Samai Distillery supporte l’art cambodgien et a notamment sorti plusieurs bouteilles en édition limitée réalisées par des artistes locaux. Elle a participé au festival de Street Art Cambodgien en décembre 2017,. 

## Distillerie
Samai Distillery ouvre tous les jeudis soir au public afin de faire goûter ses rhums et recettes de cocktails.

## Récompenses
Les produits de la marque ont été récompensés à de nombreuses reprises, notamment par de prestigieuses compétitions internationales de spiritueux. 

### Samai Gold Rum
- Une médaille d’argent à l’International Spirits Challenge à Londres en 2017[11].
- Une médaille d’argent au Barcelona Rum Congress en 2017[12].
- Une médaille de bronze à la San Francisco World Spirits Competition en 2018[13].
- Une double médaille d’or à la Madrid International Rum Conference en 2018[14].

### Samai Kampot Pepper Rum
- Une double médaille d’or à la Madrid International Rum Conference en 2017[14].
- Une médaille de bronze à l’International Spirits Challenge à Londres en 2017[11].
- Une médaille d’argent à la Madrid International Rum Conference en 2018[14].